# Powiat Greifenberg i. Pom.

Zasięg terytorialny powiatu gryfickiego na mapie z 1905 r.

Powiat Greifenberg i. Pom., Powiat Greifenberg in Pommern (niem. Landkreis Greifenberg i. Pom., Landkreis Greifenberg in Pommern, Kreis Greifenberg; dosł. powiat greifenberdzki) – dawny powiat na terenie Pomorza z siedzibą w Greifenbergu/Pommern. W latach 1816–1918 był jednostką administracyjną Królestwa Prus (od 1871 wchodzącego w skład Cesarstwa Niemieckiego), od 1918 Prus – kraju związkowego, w latach 1919-1933 Republiki Weimarskiej, natomiast od 1933 do 1945 – III Rzeszy. W 1939 obejmował 765,28 km² powierzchni. Obecnie teren powiatu leży w województwie zachodniopomorskim.

## Historia powiatu
Powiat ten był kontynuacją wcześniejszego podziału terytorialnego jakiego dokonano w 1723 w Królestwie Prus, tj. Kamery Wojennej i Domen Królewskich (właściwego organu administracji państwowej i skarbowej na Pomorzu Zachodnim). Utworzono wówczas 19 powiatów (w tym: greifenberdzki) oraz 4 odrębne obwody.
Od 1816, w wyniku reformy administracyjnej (1815-1818) – Gryfice stały się siedzibą powiatu w rejencji szczecińskiej, prowincji Pomorze. W 1938, na skutek zmian administracyjnych związanych z likwidacją prowincji Marchii Granicznej, powiat przyłączono do rejencji koszalińskiej. Stan ten utrzymał się do 1945.
W 1939 powiat zamieszkiwało 46210 osób, z czego 44071 ewangelików, 1004 katolików, 352 pozostałych chrześcijan i 57 Żydów.
Na terenie powiatu znajdowały się 2 miasta i 80 wsi. Do miast należały:
- Greifenberg in Pommern (dziś: Gryfice, siedziba powiatu, 10 426 mieszkańców[10]).
- Treptow an der Rega (dziś: Trzebiatów, 10 184 mieszkańców[10]).

Wiosną 1945 obszar powiatu zdobyły wojska 2 Frontu Białoruskiego Armii Czerwonej. Po odejściu wojsk frontowych, powiat na podstawie uzgodnień jałtańskich został przekazany polskiej administracji. Jeszcze w tym samym roku zmieniono nazwę powiatu na powiat zagórski (od 21 sierpnia 1945 do 7 maja 1946, kiedy zmieniono nazwę miasta z Zagórze na Gryfice), nie zmieniając znacząco granic.

## Opracowania
- Golczewski K., Miasto Gryfice i powiat na przełomie lat 1944-1945  [w:] Szczecin, miesięcznik Pomorza Zachodniego, nr 3, Szczecin 1962.
- Rzeszowski S., Z dziejów Gryfic [w]: Białecki T. (pod red.), Ziemia Gryficka 1969, Gryfickie Towarzystwo Kultury w Gryficach, Szczecin 1971.
- Szczaniecki M., Ramy terytorialne rozwoju historycznego Pomorza Zachodniego [w]: Ślaski K., Pomorze Zachodnie. Nasza ziemia ojczysta, Poznań 1960.
- Ślaski K., Nazwy Pomorza i Prus w okresie od 1772 do 1919 roku [w]: Labuda G. (pod red.), Historia Pomorza, T. I, cz. 1, Poznań 1969.
- Wiśniewski J.,  Początki układu kapitalistycznego 1713-1805 [w]: Labuda G. (pod red.), Dzieje Szczecina, T. II, Warszawa-Poznań 1985.

## Opracowania online
- Madsen U., Gemeindeliste für den Landkreis Greifenberg (niem.), [dostęp 2010-07-09].
- Rademacher M., Deutsche Verwaltungsgeschichte 1871-1990. Landkreis Greifenberg, (niem.), [dostęp 2010-07-07].
- Stübs G., Landkreis Greifenberg (1818-1945) (niem.), [ dostęp 2010-07-08].